# 8К99
8К99, також відома як РТ-20, РТ-20П — міжконтинентальна балістична ракета розробки ОКБ-586 (нині Державне конструкторське бюро «Південне» імені М. К. Янгеля). Перша радянська мобільна міжконтинентальна балістична ракета. Використовувалася у складі рухомого ракетного комплексу наземного базування 15П699 p з самохідними ПУ 15У51. За класифікацією НАТО SS-15 Scrooge.

## Історія створення
Розробка 8К99 розпочалася у ОКБ-586 Михайла Янгеля 1961 як дослідно-конструкторська робота зі створення малогабаритної міжконтинентальної балістичної ракети з твердопаливним двигуном зі стартовою масою 25 тон. Початковий проєкт на етапі попереднього опрацювання назвали РТ-20. Дослідно-конструкторська робота у 1961—1962 довела, що з урахуванням всіх факторів, стартова маса малогабаритної міжконтинентальної балістичної ракети з твердопаливним двигуном може бути реалізована лише на рівні, що у півтора рази перевищує визначений. В ОКБ-586 запропонували створити двоступеневу малогабаритну міжконтинентальну балістичну ракету комбінованого типу — з першим ступенем з твердопаливним двигуном і рідинним на другому. Застосування ампулізованого ступеня з рідинним двигуном дозволяло зберегти основні експлуатаційні переваги твердопаливного двигуна і вкластися за стартовою масою в допустимі обмеження.
Постановою Ради Міністрів СРСР № 565-197 від 22 травня 1963 року ОКБ-586 доручалася розробка доескізного проєкту комбінованої ракети зі стартовою масою не більше 30 тон. Ракета отримала індекс 8К99, маршовий твердопаливний двигун першого ступеня — 15Д15, маршовий рідинний двигун другого ступеня — 15Д12.
Під час узгодження документації на транспортний візок під «місячну ракету» Янгеля, головний конструктор Кіровського заводу Жозеф Котін запропонував розробити рухому ракетну установку для балістичної ракети зі стартовою масою до 30 тон. Ідеї Котіна і Янгеля збіглися: у листопаді 1963 розпочалися роботи зі створення рухомого ракетного комплексу на гусеничному ходу з комбінованою двоступеневою міжконтинентальною балістичною ракетою РТ-20П, як перший етап, з наступною модернізацією і заміною ступеня з рідинним двигуном на ступінь з твердопаливним двигуном.
Ескізний проєкт ракети 8К99 з'явився у грудні 1964. Відповідно до технічного завдання КБ Кіровського заводу під керівництвом Ж. Я. Котіна для неї була розроблена самохідна пускова установка на гусеничному ходу для запуску міжконтинентальної балістичної ракети з транспортно-пускового контейнера. Офіційно розробка комплексів з ракетою РТ-20П/8К99 розпочалася в серпні 1965, а 1966 виконані ескізні проєкти шахтного (15П099) і рухомого (15П699) комплексів. Стартова пускова установка на базі танка Т-10 отримала шифр «об'єкт 821». В комплексі вперше в світі був реалізований розроблений у КБ Південне мінометний старт міжконтинентальної балістичної ракети з транспортно-пускового контейнера (ТПК).

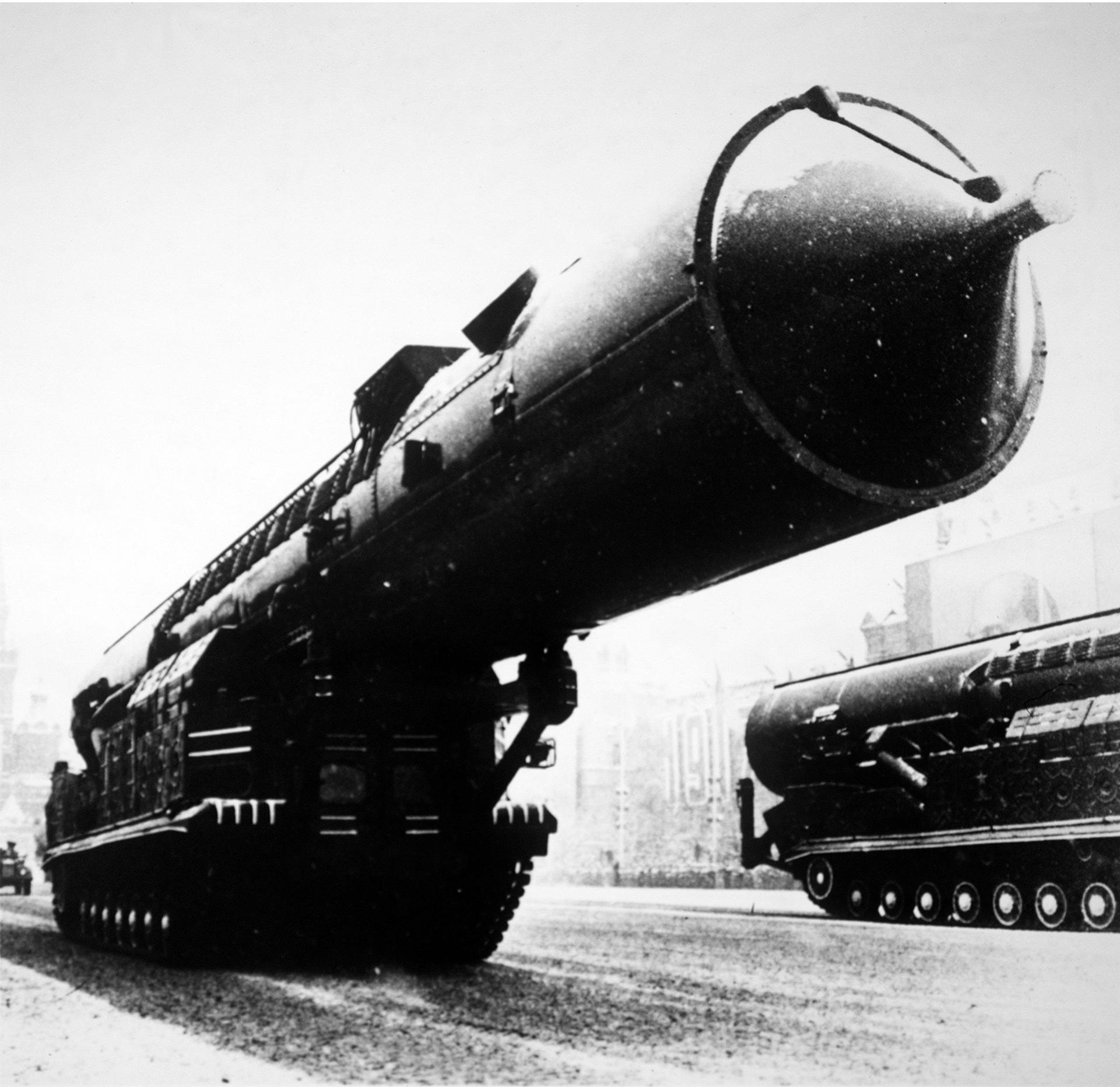
Самохідні ПУ 15У51 / СМ-СП21 на шасі «об'єкт 821» на параді 7 листопада 1967 у Москві

Несподівано для всіх, зокрема й для розробників, рухомий ґрунтовий ракетний комплекс РТ-20П був продемонстрований на військовому параді в Москві 7 листопада 1967. Установка викликала ажіотаж серед іноземних дипломатів і військових аташе.
Льотні випробування ракети РТ-20П розпочалися з більш ніж річним відставанням від термінів, встановлених урядом — у вересні 1967. За програмою спільних льотних випробувань планувалося випробувати 35 ракет, починаючи з дев'ятого зразка — у повному штатному виконанні ракети і комплексу загалом. Перші запуски були невдалими внаслідок недостатнього опрацювання проєктних і конструкторських рішень, змін конструкції в процесі розробки через майже повну новизну конструкції. під час запусків у 1968 році три пуски з семи були відносно успішними. У липні-серпні 1969 на полігоні Капустин Яр відбулися успішні запуски трьох ракет.
Постановою Ради Міністрів СРСР від 6 жовтня 1969 року розробка ракетного комплексу з ракетою РТ-20П / 8К99 була припинена. На озброєння радянської армії ракетний комплекс не приймався, оскільки ракета, була швидше експериментальною ніж готовою до бойового використання

## Склад комплексу і пускова установка, оперативно-тактичні характеристики
До складу комплексу 15П699 входили:
- Шість самохідних пускових установок 15У21 (СМ-СП21) з ракетами РТ-20П (8К99);
- Машина бойового управління 15Н809;
- Дві машини підготовки позиції 15Н1034;
- Дві рухомі дизельні електростанції 15П694;
- Вузол зв'язку «Рельєф» (три машини).

Самохідна пускова установка 15У51 / СМ-СП21 на шасі «об'єкт 821» на базі танка Т-10. Довжина самохідної пускової установки з транспортно-пусковим контейнером 20 м, ширина — 4,4 м, висота — 3,15 м, маса СПУ — 62,2 тонни. Довжина транспортно-пускового контейнера 18,9 м, діаметр 2 м.
Тип старту — з транспортно-пускового контейнера за допомогою порохового акумулятора тиску («мінометний старт»).
Типи бойової частини — термоядерна моноблочна у двох варіантах виконання — легка і важка. Потужність легкої бойової частини 550 кілотонн, важкої — 1,5 мегатонни. Дальність дії важкого бойового блоку — 5-8 тисяч кілометрів, легкого — 9-11 тис. км.